# Глей

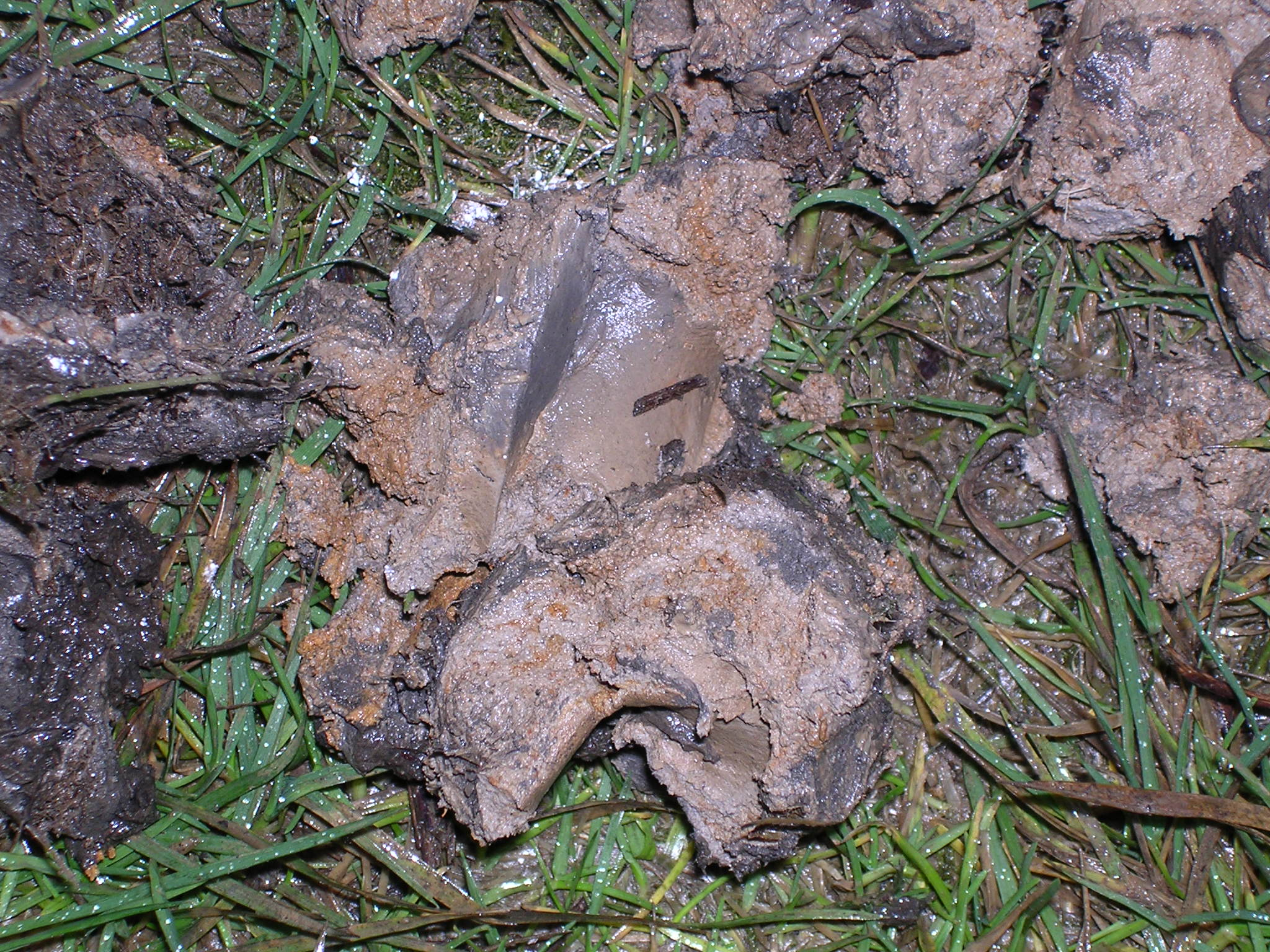
Окислений на повітрі глей

Глей, глейовий горизонт  — горизонт ґрунтового профілю, який характеризується зеленим, блакитним, сизим або неоднорідним сизо-іржавим забарвленням, безструктурністю і низькою порізаністю. Традиційно позначається літерою G. Горизонти іншого типу, що мають лише окремі ознаки оглеєння, називаються глеюватими й при позначенні відзначаються індексом g.

## Генезис
Розвивається в різних перезволожених, заболочених і болотних ґрунтах у горизонтах з малим доступом або без доступу кисню (під впливом ґрунтових або поверхневих вод). Утворюється внаслідок оглеєння — складного комплексу процесів, переважно мікробіологічної та біохімічної природи, що включає:
- відновлення мінеральних та органічних речовин з утворенням легкорухливих форм закису заліза, марганцю, алюмінію та інших елементів, що накопичуються в ґрунті;
- трансформації гумінових кислот у фульвокислоти;
- підкислення реакції ґрунту з входженням в поглинаючий комплекс двовалентного заліза, водню, алюмінію;
- руйнування алюмосилікатів з утворенням глинистих мінералів, що містять двовалентне залізо, і ряд інших явищ.

## Типи глейових горизонтів

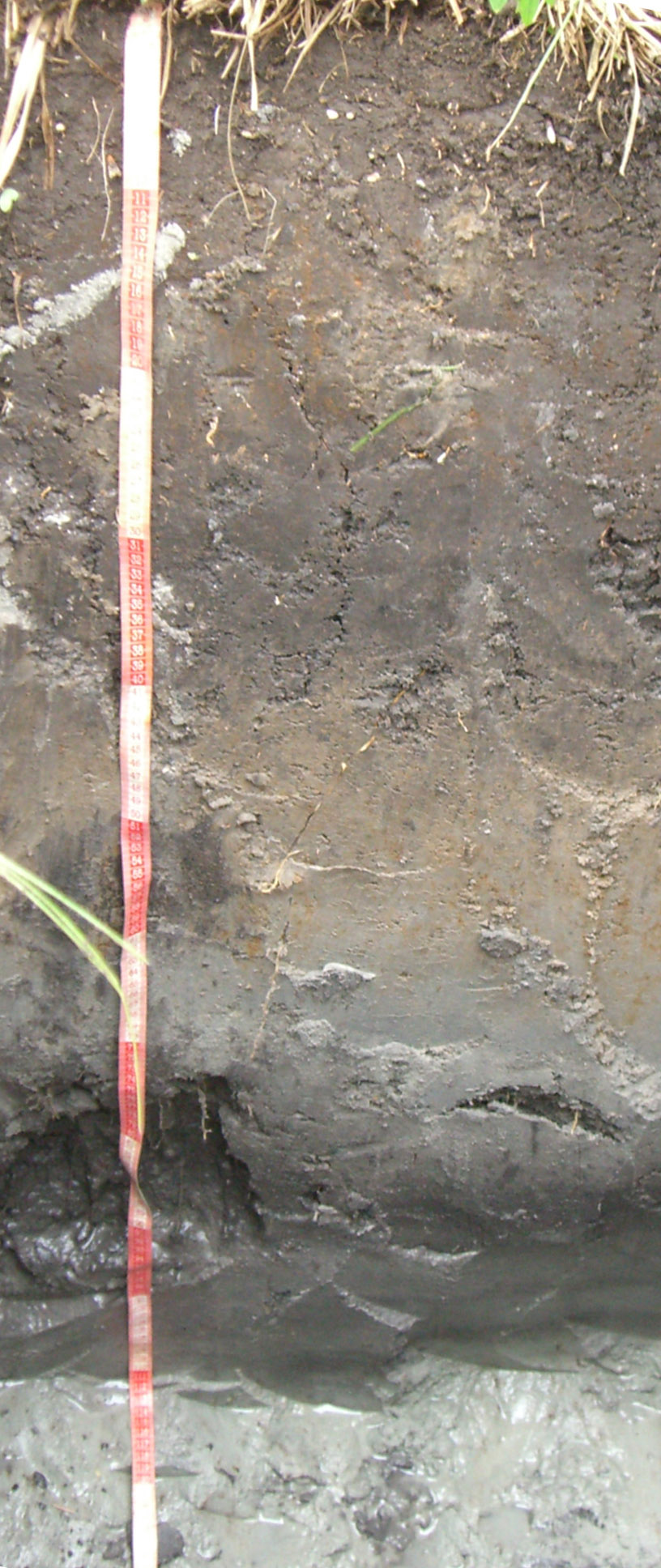
Алювіальні болотні перегнійно-глейові ґрунти. Заплава річки Дон, Волгоградська область, Росія

Виділяється ряд типів глейових горизонтів залежно від їхнього походження і властивостей.
Такі типи формуються при перезволоженні ґрунтів ґрунтовими водами:
- Глей (ґрунтово-глейові горизонт, гідрологічний глей, ортоглей, ендоглей) формується при ґрунтовому заболочуванні ґрунтів. Забарвлення голубувате, сизе, сірувато-сизе, часто з іржавими плямами або цяточками. При впливі атмосфери колір не змінюється.

- Болотний глей (вівіантово-глейовий горизонт, ортоглей) утворюється в болотних ґрунтах при рясному торфонакопиченні. Для даного горизонту характерне синє або блакитне забарвлбуре яке при контакті з атмосферою швидко переходить в буре.

- Маршовий глей (глауконітово-глейові горизонт) зустрічається в заплавних, плавневих та маршових ґрунтах(інші мови). Забарвлений у зеленуваті і оливкові тони, при впливі атмосферного повітря колір горизонту змінюється слабо.

- Схиловий глей (висячий глей, амфіглей, екліглей) формується на місці виходу поверхневих або ґрунтових вод.

Можливо також перезволоження ґрунтів атмосферними опадами, викликане наявністю в ґрунті водотривкого горизонту, над яким у певні періоди застоюється волога. Одним з прикладів подібного явища є мерзлотний глей (надмерзлотно-глейовий горизонт, кріоглей), що утворюється над багаторічною мерзлотою, яка є водоутримною. Він відрізняється чітким поділом на нижній відновлений повністю сизий і верхній іржаво-бурий окислений шари.
Ширше розповсюджений внутрішньоґрунтовий глей (ґрунтовий глей, псевдоглей, параглей). Він формується на верхній межі горизонту важчого гранулометричного складу, який виступає як водоутримний. Залежно від походження цього водотривкого горизонту, виділяють псевдоглей первинний (ґрунт, що сформувався на початково двочленну породу і успадкував свої гідрологічні властивості від неї) і вторинний (водоутримний шар, що сформувався в результаті процесів ґрунтоутворення, зазвичай це ілювіальний горизонт дуже диференційованих ґрунтів).
Оскільки перезволоження в цьому випадку має сезонний характер і заступається промиванням і зсушенням горизонту, оглеєння супроводжується й елювіальними процесами виносу зруйнованих мінеральних сполук. У такому випадку кажуть про псевдооглеєні ґрунти. Чергування окислювальних і відновлювальних умов, що викликає зміну рухливості заліза й марганцю, призводить до їхньої сегрегації, морфологічно проявляється у виникненні строкатого, мармуроподібного, сизувато-білястого з іржавими плямами забарвлення, а також залізо-марганцевих конкрецій розміром до 1 см. У горизонті можлива наявність плітчато-брилистої структури, нерідкі реліктові ознаки підзолистого, лесованого або осолонілого горизонту, за яким розвивається оглеєння.
У разі загальної слабкої водопроникності ґрунтів, великій кількості опадів, малому випаровуванні і великій вологоємності підстилки утворюється атмосферний глей (кліматичний глей, стагноглей, екзоглей). Він залягає безпосередньо під підстилкою і має властивості гумусового або елювіального горизонту.
Особливо виділяється сірчаний глей (сульфідно-глейові горизонти), що формується в перезволожених ґрунтах, у профілі яких є сульфати. При оглеєнні сульфати перетворюються на сульфіди (див. анаеробне дихання), у результаті чого горизонт набуває запаху сірководню, сірого, сіро-сизого або оливково-сірого кольору. Після осушення забарвлення стає строкатим з жовтими плямами ярозиту («котячої глини»).
Рисовий глей утворюється в затоплених ґрунтах рисівників, його профіль поділяється на відновлену товщу і окислену плівку на поверхні (товщина 2-3 мм), плями навколо великих пор із затисненим повітрям і вздовж коренів. Туди стягуються рухливі відновлені залізо і марганець, окислюються і осідають, утворюючи охристі плями і прожилки. Такий ґрунт при висиханні починає розтріскуватися, на старих рисівниках утворюється полігональна тріщинуватість. З часом мінеральна частина повністю руйнується, залізо і марганець сегрегуються в конкреції, відбувається залишкове накопичення кремнезему і утворюється «рисовий підзол».

## Глейові ґрунти
Класифікація ґрунтів Росії 2004 року виділяє відділ «глейові ґрунти в стовбурі постлітогенних». Дані ґрунту діагностуються за наявністю глейового горизонту, що залягає безпосередньо під органогенним. Органогенний горизонт може бути залежно від умов формування представлений як підстилкою, торф'яним або перегнійним горизонтом, так і гумусовим горизонтом з вмістом гуматного гумусу 12-15 %. Його характер використовується для розділення більшої частини типів відділу.
Відповідно до найпоширеніших даних, ґрунти в тундровій, лісотундровій та тайговій зонах (глеєземи, торф'яно-глеєземи), на південь до степової зони зустрічаються в замкнених зниженнях рельєфу, на річкових терасах, під лучною та лучно-болотною рослинністю, заболоченими лісами (перегнійно-глейові, перегнійно-гумусові глейові, темногумусово-глейові).
Виділяється також декілька типів освоєних глейових ґрунтів (агроторфяно-глеєземи, агротемногумусово-глейові та ін.)

## Меліорація
Глей погано впливає на переважну більшість диких і культурних рослин. Меліорація оглеєних ґрунтів в першу чергу включає їх осушення — зниження рівня ґрунтових вод і скидання надлишкових поверхневих вод.

## Вивчення
Термін «глей» вперше впроваджений у наукову літературу українським ученим Г. М. Висоцьким (1905) і став у ґрунтознавстві міжнародним. У вивчення процесу глеєутворення великий внесок зробив професор МДУ ім. М. В. Ломоносова Ф. Р. Зайдельман. Слово глей (прасл. *glьjь) вважається спільнокореневим з глина і не пов'язане за походженням з ґлей.